# Pronto, è la Rai?
Pronto, è la Rai? è stato un programma televisivo di Rai 1 della fascia di mezzogiorno, trasmesso nella stagione 1987/1988. Andava in onda da lunedì al venerdì dalle ore 12:05 alle 13:30 o 14:15.
La regia venne affidata a Lella Artesi e la conduzione a Giancarlo Magalli e Simona Marchini con la partecipazione di Andy Luotto.
Le musiche erano di Claudio Simonetti, noto compositore della colonna musicale del film di Dario Argento Profondo rosso.
La prima puntata andò in onda il 21 settembre 1987 e l'ultima il 24 giugno 1988.

## Il programma
All'interno del programma Giancarlo Magalli si occupava delle interviste agli ospiti (che potevano essere sia gente comune che personaggi famosi), mentre Simona Marchini e Andy Luotto davano vita a diversi sketch comici. Elemento-chiave del programma erano però vari giochi telefonici condotti da Magalli e la Marchini, tra i quali si ricorda Il Pigliatutto sponsorizzato dalla Buitoni e il Marchingegno (il titolo è un gioco di parole con il nome della Marchini), dove il concorrente, facendo vocalizzi al telefono, controllava un topolino animato realizzato con computer Amiga.
Il programma era la continuazione di Pronto, Raffaella? e Pronto, chi gioca?, condotti nelle stagioni precedenti rispettivamente da Raffaella Carrà ed Enrica Bonaccorti (all'epoca entrambe passate alla Fininvest), ed ha registrato 3 milioni di telespettatori in media, molto più bassa rispetto alle due precedenti versioni. La trasmissione fu dunque sostituita nella stagione successiva da un nuovo programma condotto da Loretta Goggi intitolato Via Teulada 66.